# Dietrich Karl Ludwig von Schmalensee
Dietrich Karl Ludwig von Schmalensee (* 2. Juni 1768 in Grellenberg (Kreis Grimmen); † 3. März 1857 auf Haus Reck) war ein preußischer Generalleutnant und Herr auf Haus Reck.

## Leben

### Herkunft
Er war Angehöriger des pommerschen Adelsgeschlechts von Schmalensee. Seine Eltern waren Cord Friedrich von Schmalensee († 1813) und dessen Ehefrau Eva Amalie, geborene von Engel (* 1738). Sein Vater war Landdrost sowie Herr auf Grellenberg und Pantlitz. Sein Bruder Ludwig Dietrich Karl (1762–1826) wurde preußischer Generalmajor.

### Militärkarriere
Schmalensee trat am 12. August 1782 als Gefreitenkorporal in das Infanterieregiment „von Lengefeld“ der Preußischen Armee ein und avancierte bis Ende August 1788 zum Sekondeleutnant. Während des Feldzuges in Polen kämpfte er 1794/95 in der Schlacht bei Rawka, der Belagerung von Warschau und dem Gefecht bei Selze. Am 30. Oktober 1798 wurde er Premierleutnant und am 13. Oktober 1805 Stabskapitän. Im Vierten Koalitionskrieg nahm er mit seinem Bruder an der Verteidigung von Danzig teil. Sein Bruder erwarb dort den Orden Pour le Mérite, was manchmal verwechselt wird.
Nach dem Frieden von Tilsit wurde Schmalensee am 31. Januar 1808 zum Kapitän befördert und am 30. November 1808 mit Halbsold dem Infanterie-Regiment Nr. 2, 1. Pommerisches Infanterie-Regiment aggregiert. Am 4. September 1809 folgte seine Versetzung als Kompaniechef in das 3. Ostpreußische Infanterie-Regiment Nr. 4. Im Feldzug von 1812 kam er nach Kurland. Während der Befreiungskriege erhielt Schmalensee für das Gefecht bei Blankenfelde das Eiserne Kreuz II. Klasse, wurde nach der Belagerung von Magdeburg öffentliche belobigt sowie für Belle Alliance mit dem Eisernen Kreuz I. Klasse, dem Orden des Heiligen Wladimir IV. Klasse und dem Orden der Heiligen Anna II. Klasse ausgezeichnet. In der Zeit wurde er am 26. März 1813 in das 4. Ostpreußische Musketier-Bataillon versetzt und am 18. April 1813 zum Major befördert. Schon am 1. Juli 1813 kam er in das 3. Reserve-Infanterie-Regiment (15. Infanterie-Regiment) und wurde ab dem 12. Oktober 1813 als Bataillonskommandeur verwendet.
Am 2. April 1815 wurde Schmalensee Kommandeur des 3. Neumärkischen Landwehr-Regiments und in dieser Stellung am 3. Oktober 1815 zum Oberstleutnant befördert. Daran schloss sich ab dem 27. Februar 1816 eine Verwendung als Kommandeur des 1. Kurmärkischen Landwehr-Infanterie-Regiments an. Am 8. März 1820 schied er mit einem Inaktiven Gehalt aus. Dennoch wurde Schmalensee am 3. April 1820 Oberst und am 21. Juli 1820 zum Kommandeur des 5. Landwehr-Regiments ernannt. In gleicher Eigenschaft war er vom 29. Mai 1821 bis zum 8. Dezember 1830 im 15. Infanterie-Regiments tätig. Anschließend zum Kommandeur der 13. Infanterie-Brigade in Münster ernannt, erhielt Schmalensee am 8. Januar 1831 die Erlaubnis zum Tragen seiner bisherigen Uniform und wurde dem 15. Infanterie-Regiment aggregiert. Am 30. März 1831 erhielt er die Beförderung zum Generalmajor. Während der Belgischen Revolution wurde Schmalensee 1832 zum Observationskorps an die Maas kommandiert und am 12. August 1832 anlässlich seines 50-jährigen Dienstjubiläums mit dem Roten Adlerorden II. Klasse mit Eichenlaub ausgezeichnet. Am 10. März 1833 bekam er seinen Abschied als Generalleutnant mit einer Pension von 2250 Talern.
Am 4. November 1847 erhielt Schmalensee noch den Stern zum Roten Adlerorden II. Klasse mit Eichenlaub. Er starb am 3. März 1857 auf Haus Reck bei Kamen in Westfalen.

### Familie
Schmalensee heiratete am 12. Februar 1801 in Graudenz Wilhelmine von Losch (1762–1827), verwitwete von Gatterhofen, geschiedene von Parchmin. Nachdem die Ehe am 13. Juli 1805 geschieden worden war, heiratete er am 1. November 1807 in Elbing Luise von Tiesenhausen (1789–1863).